# جيرمين بولسون
جيرمين بولسون (بالإنجليزية: Germaine Paulson)‏ هو لاعب دوري الرغبي أسترالي، ولد في 15 فبراير 1985 في Beaudesert, Queensland ‏ في أستراليا.